# Dolicharthria bruguieralis
Dolicharthria bruguieralis is een vlinder uit de familie van de grasmotten (Crambidae), uit de onderfamilie van de Spilomelinae. De wetenschappelijke naam van deze soort is voor het eerst voorgesteld als Botys bruguieralis door Philogène-Auguste-Joseph Duponchel in een publicatie uit 1833.
De soort komt voor in: 
- Zuid-Europa waaronder Frankrijk (vasteland, Corsica), Spanje (vasteland, Balearen, Canarische eilanden), Italië (vasteland, Sardinië, Sicilië), Malta, Kroatië, Montenegro, Noord-Macedonië, Albanië, Roemenië, Bulgarije, Griekenland (vasteland, Ionische Eilanden, Dodekanesos, Kreta), Cyprus,
- Azië waaronder Turkije, Azerbeidzjan, Syrië, Israël, India, China (o.a. Tibet), Taiwan, Japan,
- Afrika waaronder Marokko, Algerije, Tunesië, Libië, Egypte, Zuid-Afrika.